# 対テロ作戦
対テロ作戦（たいテロさくせん）とは、テロリズムの損害を最低限にとどめることを目的とする政府・軍隊・法執行機関などの公的機関による行為・戦術・技術・戦略である。

## 概要
テロリズムとは、政治的な目的を達成する手段として、暴力や暴力的脅迫を用いる戦術である。主に爆発物を仕掛けたり、社会や交通インフラを攻撃し麻痺させるなどの戦術が用いられ、市民や非戦闘員を巻き込み甚大な被害をもたらすことから、現代社会においては重大な犯罪行為とされる。
テロリストの多くは、銃・爆発物の取り扱い方・戦闘訓練など高度な軍事訓練を受けている。そのため、多くの国でテロリストによる非正規戦や犯罪に対処する専門部隊として対テロ部隊を組織している。通常は法執行機関に組織されているが、国によっては軍の特殊部隊が対テロ任務に当たることもある。

## 各国の対テロ部隊

### 国内的・警察的な組織
日本
- 都道府県警察特殊急襲部隊(SAT)
- 海上保安庁特殊警備隊(SST)

 オーストラリア
- Australian Federal Police
- Police Tactical Group
- Australian Protective Service（APS）

 カナダ
- Emergency Response Team（ERT）

 フランス
- フランス国家警察介入部隊
- フランス国家警察特別介入部隊

 ドイツ
- ドイツ地方警察特別出動コマンド（SEK）
- Mobiles Einsatzkommando（MEK）
- GSG-9（国境警備隊）

 アイスランド
- Víkingasveitin

 インド
- Anti Terrorist Squad（ATS）

 インドネシア
- Detachment 88

 イスラエル
- Yaman

 イタリア
- Nucleo Operativo Centrale di Sicurezza(NOCS)

 マレーシア
- Pasukan Gerakan Khas
- Police Combat Diving Unit

 ポルトガル
- Grupo de Operacoes Especiais（GOE）

 ルーマニア
- Brigada Antiteroristă,(counter-terrorist brigade)

 ロシア
- アルファ部隊
- ヴィンペル部隊

 スペイン
- Grupo Especial de Operaciones（GEO）
- UEI

 イギリス
- ロンドン警視庁テロ対策指令部

 アメリカ合衆国
- FBI人質救出チーム（HRT）
- SWATチーム

 中華民国（台湾）
- Thunder Squad

香港
- 香港警務処
- SDU

### （準）軍事的な組織
オーストラリア
- Tactical Assault Group（East and West）
- Australian Special Air Service Regiment（TAG West）
- 4th Battalion, Royal Australian Regiment（TAG East）

 オーストリア
- Austrian ヤークトコマンド (JaKdo)

 ブラジル
- Projeto Talon
- 1o Batalhao de Forcas Especiais

 カナダ
- JTF-2

 フランス
- フランス国家憲兵隊治安介入部隊(GIGN)
- 国家憲兵隊

 ドイツ
- KSK

 アイルランド
- Irish Army Rangers

 イスラエル
- サイェレット・マトカル
- Lotar Eilat
- Sayeret Duvdevan

 イタリア
- 特殊介入部隊 (カラビニエリ)
- 第9落下傘強襲連隊
- COMSUBIN

 マレーシア
- Grup Gerak Khas
- PASKAL
- PASKAU

 ニュージーランド
- Special Air Service

 スリランカ
- Special Boat Squadron

 イギリス
- 特殊空挺部隊（SAS）
- 特殊舟艇部隊（SBS）
- 特殊偵察連隊（SRR）

 アメリカ合衆国
- アメリカ特殊作戦軍（USSOCOM）
- 統合特殊作戦コマンド（JSOC）
- DEVGRU（海軍）
- デルタフォース（陸軍）

 日本
- 特殊作戦群（陸上自衛隊）
- 特別警備隊 (海上自衛隊)